# 叶戈尔·科尔涅夫
叶戈尔·杰尼索维奇·科尔涅夫（俄語：Егор Денисович Корнев，2004年2月6日—），俄罗斯男子游泳运动员，2024年世界短池锦标赛男子4×100米混合泳接力金牌得主、2025年世界锦标赛男子4×100米混合泳接力金牌得主和混合4×100米自由泳接力银牌得主。